# Катастрофа L-1649 під Міланом
Катастрофа L-1649 під Міланом — велика авіаційна катастрофа, що сталася у п'ятницю 26 червня 1959 року. Пасажирський авіалайнер Lockheed L-1649A Starliner американської авіакомпанії Trans World Airlines (TWA) виконував плановий міжконтинентальний рейс TW891 за маршрутом Афіни — Рим — Мілан — Париж — Чикаго, але через 5 хвилин після вильоту з міланського аеропорту Мальпенса літак впав на землю біля Ольджате-Олони (Ломбардія, Італія). Загинули всі 68 людей, що перебували на його борту, — 59 пасажирів і 9 членів екіпажу (при цьому неофіційно вважається, що загинули 70 осіб).
На момент подій це була найбільша авіакатастрофа в Італії; також це перша катастрофа за участю Lockheed L-1649 і друга за кількістю жертв в історії цієї моделі після катастрофи в небі над Алжиром (78 загиблих), що сталась 10 травня 1961 року (11 місяців поспіль).

## Літак

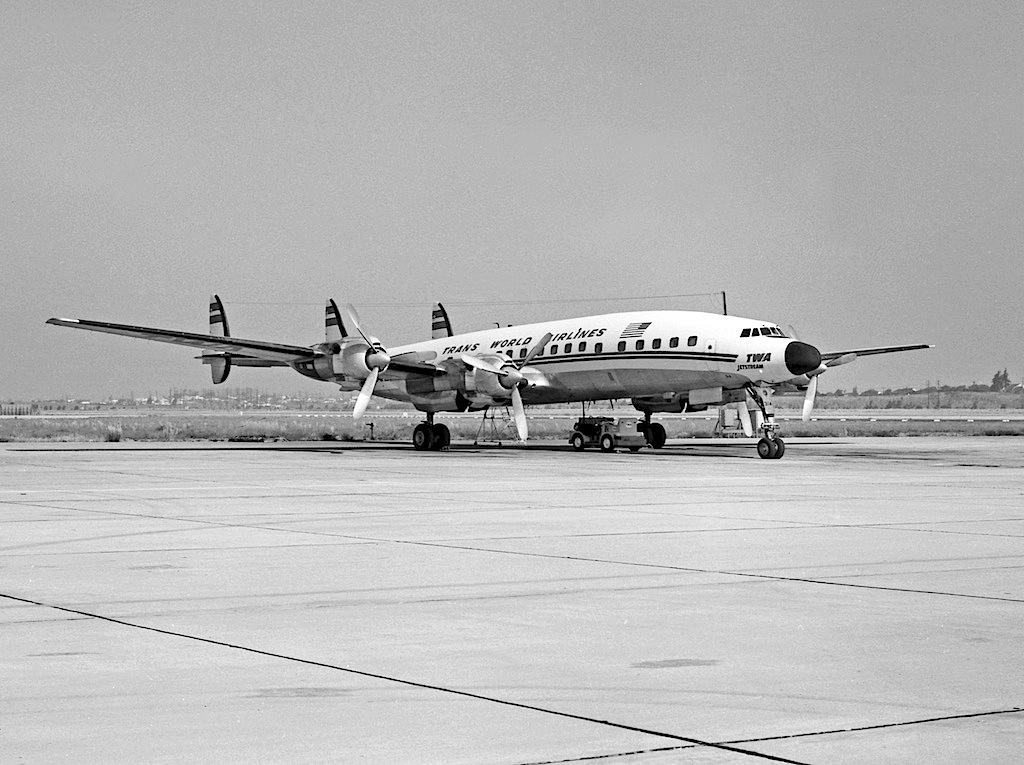
Lockheed L-1649 Starliner авіакомпанії TWA, ідентичний до того, що зазнав катастрофи.

Lockheed L-1649A Starliner (реєстраційний номер N7313C, серійний 1015) був випущений у 1957 році. 30 травня того ж року літак було передано авіакомпанії Trans World Airlines (TWA), у якій літаки цієї моделі були відомі як Jetstreams і в якій він отримав ім'я Star of the Severn (за іншими даними — Star of the Evelyn).

## Екіпаж та пасажири

### Екіпаж
Склад екіпажу рейсу TW891 був таким:
- Командир повітряного судна (КПС) — 50-річний Пол С. Град (англ. Paul S. Grade). Народився 13 березня 1909 року в сім'ї німця та американки. В авіакомпанію TWA влаштувався 5 червня 1940 року (пропрацював у ній 19 років), раніше працював в авіакомпаніях Pan American та Inter-Island Airways; 17 липня 1942 року був кваліфікований на командира. У період Другої світової війни проходив службу у ВПС США. З 1952 року почав виконувати міжнародні рейси.
- Другий пілот — 29-річний Френк У. Елліс (англ. Frank W. Ellis). Народився 7 березня 1930 року. В авіакомпанію TWA влаштувався 2 травня 1955 року (пропрацював у ній 4 роки і 1 місяць). З 1957 року почав виконувати міжнародні рейси.
- Бортінженер — 39-річний Джон В. Пауелл (англ. John V. Powell). Народився 14 вересня 1919 року. У авіакомпанію TWA влаштувався в 1943 році (пропрацював у ній 16 років) спочатку посаду авіатехніка, а 1948 року був кваліфікований на бортінженера.
- Змінний КПС — 43-річний Гаррі Л. Стентон (англ. Harry L. Stanton). Народився 26 жовтня 1915 року. Під час Другої світової війни працював інструктором, в авіакомпанію TWA влаштувався 6 липня 1945 року (пропрацював у ній 13 років і 11 місяців). 7 червня 1956 року був кваліфікований на командира.
- Змінний бортінженер — 41-річний Дональд А. Ліке (англ. Donald A. Lueke). Народився 9 січня 1918 року. В авіакомпанію TWA влаштувався 16 лютого 1940 року (пропрацював у ній 19 років та 4 місяці). 3 липня 1946 року був кваліфікований на бортінженера і незабаром почав виконувати міжнародні рейси.

У салоні літака працювали дві стюардеси:
- Маргарита Фей (фр. Marguerite Fay), 27 років (народилася 25 вересня 1931 року). У TWA з березня 1954 року.
- Жаклін Жоссан (фр. Jacqueline Jaussen), 23 роки (народилася 15 червня 1936 року). У TWA з 19 травня 1959 року (пропрацювала лише 1 місяць). Складалася у Французькому Червоному Хресті[en].

Також у складі екіпажу були:
- Командир повітряного судна (КПС) — 39-річний Джек Девіс (англ. Jack Davis). Народився 1 січня 1920 року. В авіакомпанію TWA влаштувався 1942 року (пропрацював у ній 17 років), згодом був кваліфікований на командира, міжнародні рейси почав виконувати за кілька місяців до катастрофи. На рейсі TW891 летів на відкидному кріслі в кабіні пілотів, як пасажир.
- Флайт-менеджер — 38-річний Едмонд Мушніно (фр. Edmond Mouchnino). Народився 26 лютого 1921 року. За походженням алжирець, у період Другої світової війни відзначився у французькій армії, де виявився добрим перекладачем, вільно володіючи шістьма мовами. У авіакомпанію TWA влаштувався 1950 року (працював у ній 9 років).

Усі 5 пілотів і Девіс, що знаходився не при виконанні обов'язків КПС, були громадянами США, а флайт-менеджер і обидві стюардеси — громадянами Франції.

### Пасажири
У салоні літака також були 59 пасажирів, серед них люди багатьох національностей:
| Громадянство людей на борту | Громадянство людей на борту | Громадянство людей на борту | Громадянство людей на борту |
| Громадянство                | Пасажири                    | Екіпаж                      | Всього                      |
| --------------------------- | --------------------------- | --------------------------- | --------------------------- |
| Велика Британія             | 4                           | 0                           | 4                           |
| Німеччина                   | 1                           | 0                           | 1                           |
| Єгипет                      | 1                           | 0                           | 1                           |
| Ізраїль                     | 1                           | 0                           | 1                           |
| Італія                      | 16                          | 0                           | 16                          |
| США                         | 30                          | 6                           | 36                          |
| Франція                     | 4                           | 3                           | 7                           |
| Чилі                        | 2                           | 0                           | 2                           |
| Всього                      | 59                          | 9                           | 68                          |

## Хронологія подій

### Катастрофа
Lockheed L-1649A Starliner борт N7313C виконував міжконтинентальний рейс TW891 з Афін до Чикаго з проміжними посадками у Римі, Мілані та Парижі. Власне починав цей рейс L-1649A борт N8083H, який о 10:15 вилетів з афінського аеропорту Елінікон і о 12:15 приземлився в римському аеропорту Чампіно, де (відповідно до графіка) відбулася зміна лайнера (на борт N7313C) та екіпажу (КПС Град)). Переліт із Риму до Мілана пройшов без відхилень. О 17:20 за місцевим часом (16:20 GMT), затримавшись із вильотом на 15 хвилин, рейс 891 вилетів із міланського аеропорту Мальпенса, незважаючи на негоду. На його борту знаходилися 9 членів екіпажу та 59 пасажирів.

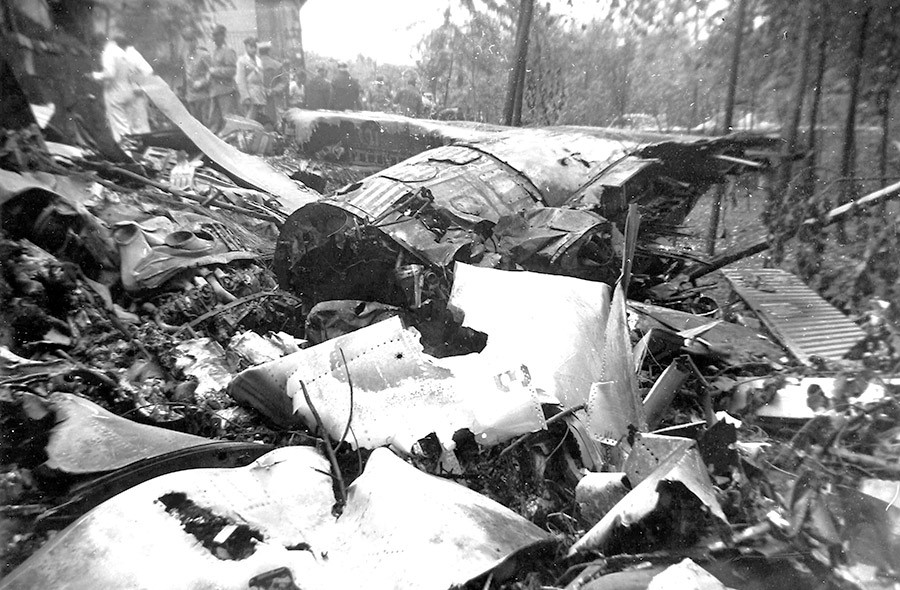
На місці катастрофи

О 17:32 пілоти доповіли про проходження маяка Саронно на висоті 10 000 футів (3050 метрів), а о 17:32:40, що розраховують пройти маяк Б'єлла о 17:45. Потім о 17:33 у диспетчерському центрі Мілан-контроль (аеропорт Лінате) мітка рейсу TW891 зникла з екрана радіолокатора. За свідченнями місцевих жителів, вони почули в небі гуркіт, а потім побачили, як авіалайнер з яскравим спалахом зруйнувався на частини, і о 17:35 його уламки впали на землю біля містечка Ольджате-Олона за 32 кілометри (20 миль) на північний захід від аеропорту Мальпенса. Уламки рейсу 891 були розкидані на значній площі — хвостове оперення було виявлено біля текстильної фабрики, всі 4 двигуни — між Марнате та Кастеланцою, фюзеляж та стійки шасі — в Ольджате-Олони на дорозі в Марнаті, а ліва площина крила — за 500 метрів від фюзеляжу. Пожежа, що виникла на місці катастрофи, була ліквідована лише до 21:00. Усі 69 людей на борту літака загинули.

### Загиблі

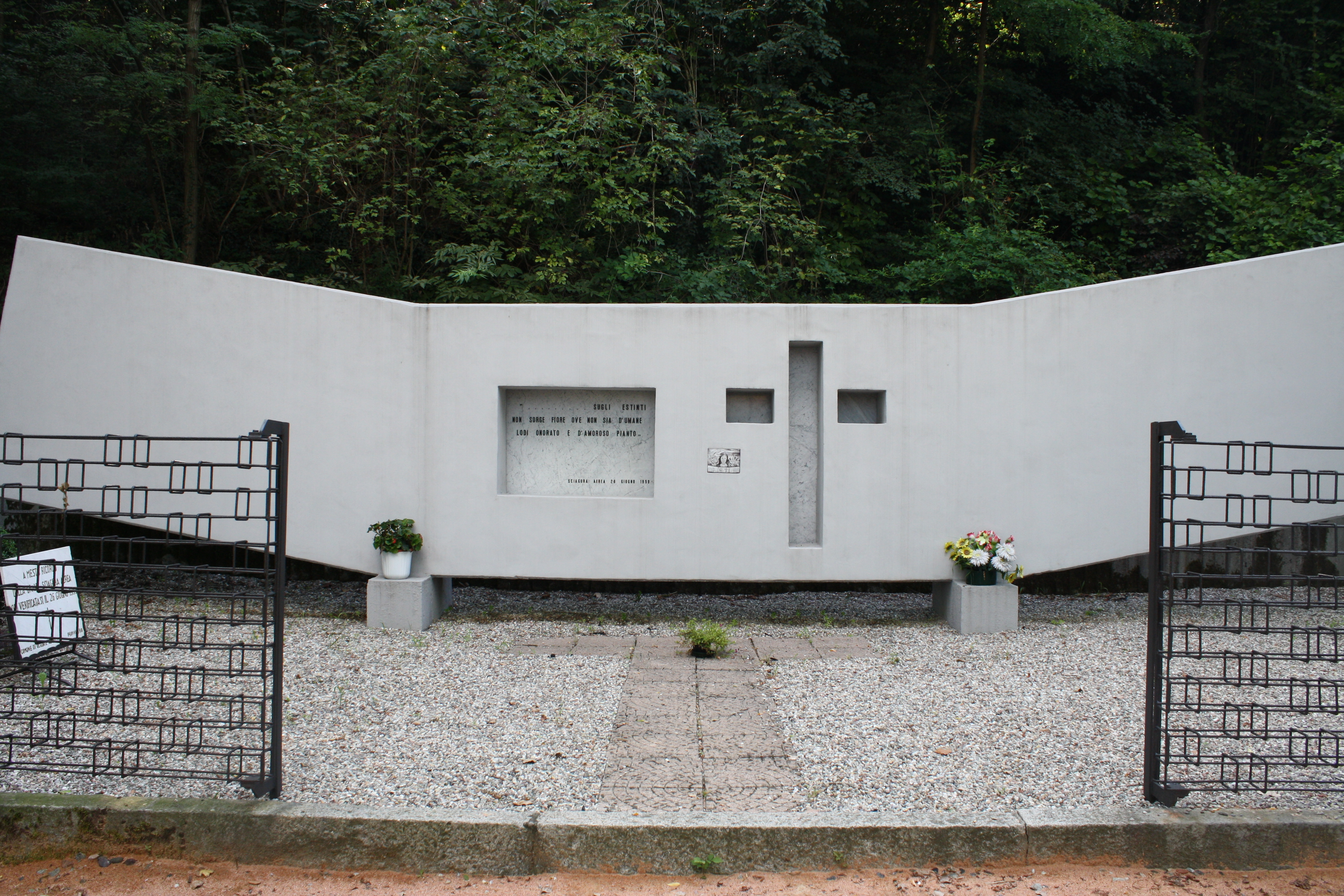
Меморіал катастрофі

Офіційно на борту рейсу TW891 було 68 осіб — 59 пасажирів і 9 членів екіпажу. Однак при розборі уламків було виявлено 69 загиблих — 2-річного хлопчика. Було висунуто версію, що хлопчик грав на галявині і його вбило уламками, але найімовірніше, що це був пасажир Луїс Куінтерос-молодший (ісп. Luis Quinteros, Jr.) — син чилійського посла в Токіо; на користь цієї версії вказує наявність на борту рейсу 891 його мами та сестри, притому, що за 2 роки до цього (12 жовтня 1957 року) він вже був записаний з ними на рейс Гонолулу — Йокогама. У цьому рейсі його, ймовірно, не стали вказувати, щоб уникнути бюрократичних процедур. Варто зазначити, що офіційно ніяких відомостей про Луїса Куінтероса-молодшого після 1959 року немає і офіційно він ніколи не вмирав.
Ще одна пасажирка, Мальфіса Бертолуччі (італ. Malfisa Bertolucci), була на останньому місяці вагітності і ось-ось мала народити. У зв'язку з цим, на меморіалі жертвам катастрофи в Ольджаті-Олоні кількість загиблих вказано 70, тим самим вважаючи її ненародженою дитиною.
Катастрофа рейсу TW891 була першою катастрофою за участю літака Lockheed L-1649A Starliner і на момент подій була найбільшою авіакатастрофою в Італії, нині (2022 рік) за кількістю загиблих посідає 2-ге та 4-те місця за даними категоріями відповідно. Найбільша авіакатастрофа 1959 року.

## Розслідування
Розслідування причин катастрофи рейсу TW891 проводила італійська комісія із залученням американських фахівців. Розслідування значно ускладнювалося тим, що на той час бортові самописці ще не застосовувалися, через що, розслідування будувалося лише на вивченні уламків та опитуванні свідків. Як вдалося встановити зі свідчень свідків, у районі катастрофи була гроза. Тіла членів екіпажу та пасажирів були виявлені пристебнутими, що також свідчило про несприятливі погодні умови. Вивчення уламків показало, що лайнер почав руйнуватися у повітрі через відділення лівої площини крила, яке своєю чергою було викликано вибухом паливних баків № 6 і 7. Час вибуху було встановлено по годинах стюардеси Жаклін Жоссан — 17:33.
Було висунуто кілька версій та причин вибуху:
- Відмова та пожежа двигунів.
- Пожежа іншої природи.
- Несправність в електричному ланцюзі приладів або всієї системи керування.
- Зіткнення в повітрі зі стороннім об'єктом.
- Акт саботажу.
- Удар блискавки.

Вивчивши версії і враховуючи, що раніше літаком, що розбився, не було серйозних зауважень з технічного обслуговування, комісія зробила висновок, що вибух був викликаний ударом блискавки. Хоча саме авіапальне не може вибухнути через удар блискавки, зате можуть вибухнути його пари. Найімовірніше, що коли блискавка вдарила в літак, вона пройшла через вихідні трубки паливного бака № 7, запаливши надлишок паливних парів, що накопичився в них, після чого вогонь запалив пари авіапального в баку № 6 і це призвело до вибуху обох паливних баків і руйнування лівого крила.